# Monteagudo (Navarre)
Pour les articles homonymes, voir Monteagudo.
Monteagudo est une ville et une commune de la communauté forale de Navarre (Espagne).
Elle est située dans la zone non bascophone de la province et à 108 km de sa capitale, Pampelune. Le castillan est la seule langue officielle alors que le basque n’a pas de statut officiel. Elle appartient à la mérindade de Tudela.
Le secrétaire de mairie est aussi celui de Barillas, Tulebras.

## Démographie
| Évolution démographique                                    | Évolution démographique | Évolution démographique | Évolution démographique | Évolution démographique | Évolution démographique | Évolution démographique | Évolution démographique | Évolution démographique | Évolution démographique | Évolution démographique |
| 1996                                                       | 1998                    | 1999                    | 2000                    | 2001                    | 2002                    | 2003                    | 2004                    | 2005                    | 2006                    | 2007                    |
| ---------------------------------------------------------- | ----------------------- | ----------------------- | ----------------------- | ----------------------- | ----------------------- | ----------------------- | ----------------------- | ----------------------- | ----------------------- | ----------------------- |
| 1 189                                                      | 1 172                   | 1 175                   | 1 175                   | 1 172                   | 1 184                   | 1 161                   | 1 154                   | 1 132                   | 1 146                   | 1 159                   |
| Sources: Monteagudo et instituto de estadística de navarra |                         |                         |                         |                         |                         |                         |                         |                         |                         |                         |

## Personnalités
Ezequiel Moreno y Díaz (Évêque à San Juan de Pasto au XIX siècle)

## Jumelage
Haut-Mauco (France) depuis 1997

### Sources
- (es) Cet article est partiellement ou en totalité issu de l’article de Wikipédia en espagnol intitulé « Monteagudo (Navarra) » (voir la liste des auteurs).